# Annj Goren
Annj Goren, pseudonimo di Rosamaria Napolitano (San Severo, ...), è un'ex attrice pornografica italiana.

## Biografia
Scoperta dal regista italiano Joe D'Amato, che la fece debuttare nel cinema dandole una parte in Il porno shop della settima strada, Annj Goren è stata un'attrice regolarmente presente nel cast dei film del cosiddetto "periodo esotico-erotico" di D'Amato a fianco di Lucía Ramírez, Dirce Funari, George Eastman e Mark Shanon. Interpretò infatti anche Sesso nero (primo film hard italiano), Hard Sensation, Porno Esotic Love e Porno Holocaust. Ha lavorato anche a fianco di Eva Robin's e Ajita Wilson in Eva Man.

## Filmografia
- Il porno shop della settima strada, regia di Joe D'Amato (1979)
- Sesso nero, regia di Joe D'Amato (1979)
- Hard Sensation, regia di Joe D'Amato (1980)
- Porno Esotic Love, regia di Joe D'Amato (1980)
- Dolce calda Lisa, regia di Adriano Tagliavia (1980)
- Eva Man (Due sessi in uno), regia di Antonio D'Agostino (1980)
- El regreso de Eva Man, regia di Zacarías Urbiola (1980)
- Porno Holocaust, regia di Joe D'Amato (1981)
- Cannibal Love, regia di Joe D'Amato (1982)
- Il mondo perverso di Beatrice, regia di Joe D'Amato (1983)
- Joe D'Amato Totally Uncut, regia di Roger A. Fratter (1999) Documentario - immagini di repertorio.